# Manovra di Murphy
La manovra di Murphy (o segno di Murphy) è una manovra semeiologica utilizzata in medicina per indagare la presenza di un dolore colecistico.
Come molte manovre analoghe, è di semplice e rapida esecuzione. Con la mano destra appoggiata a piatto sul quadrante superiore destro dell'addome si premono le punte dell'indice e del medio sul punto colecistico: quest'ultimo è situato sotto la 10ª costa di destra, a livello della sua estremità anteriore. A questo punto si fa inspirare profondamente il paziente, sempre comprimendo il punto cistico: in questo modo la colecisti viene spinta in basso e in avanti dal diaframma fino a toccare la parete anteriore dell'addome. Se è presente una colecistite, oppure una calcolosi, il tocco dell'organo da parte delle due dita esacerberà il dolore, per cui il paziente smetterà bruscamente di inspirare. In questo caso, il segno di Murphy viene definito positivo.
La patologia per cui più facilmente si osserva la positività della manovra di Murphy è la colecistite acuta; se invece sono presenti una colecistite cronica o una calcolosi, il segno sarà più sfumato o si dovrà esercitare una pressione maggiore per ottenere una franca positività.
Prende il nome dal chirurgo americano John Benjamin Murphy.